# 농림축산검역본부
농림축산검역본부(農林畜産檢疫本部, Animal and Plant Quarantine Agency)는 대한민국 농림축산식품부의 소속기관이다. 2013년 3월 23일 발족하였으며, 경상북도 김천시 혁신8로 177에 위치하고 있다. 본부장은 고위공무원단 가등급에 속하는 일반직 또는 연구직공무원으로 보하되, 임기제공무원으로 보할 수 있다.

## 직무
- 수출입동물·축산물 및 사료(수출입동물에 수반하는 것만 해당한다)의 검역
- 가축·가금의 질병에 관한 방역 및 생물학적 제제의 개발
- 수입 소 및 쇠고기 이력에 관한 조사 및 이력관리
- 동물용 의약품 등의 검사 및 평가
- 동물의 보호·관리 및 복지 향상에 관한 정책의 개발 및 시행
- 수출입식물의 검역
- 국내식물의 검역
- 위의 사무에 필요한 시험·조사 및 연구

## 연혁
- 1949년 6월 6일: 농림부 소속으로 부산가축검역소 설치.
- 1949년 6월 8일: 상공부 소속으로 중앙수산검사소 설치.
- 1949년 10월 7일: 농림부 소속으로 중앙가축위생연구소 설치.
- 1955년 3월 22일: 중앙수산검사소를 해무청 소속으로 개편.
- 1957년 5월 28일: 중앙가축위생연구소를 농사원 소속 가축위생연구소로 개편.
- 1961년 10월 2일: 중앙수산검사소를 농림부 소속으로 개편.
- 1962년 4월 1일: 가축위생연구소를 농촌진흥청 소속으로 개편.
- 1962년 5월 15일: 부산가축검역소를 국립동물검역소로 개편.
- 1966년 5월 4일: 중앙수산검사소를 수산청 소속으로 개편.
- 1973년 3월 28일: 국립동물검역소를 농수산부 소속으로 개편.
- 1977년 2월 10일: 농수산부 소속으로 식물방역사무소 설치.
- 1978년 4월 12일: 식물방역사무소를 국립식물검역소로 개편.
- 1981년 11월 2일: 중앙수산검사소를 국립수산물검사소로 개편.
- 1987년 1월 1일: 국립동물검역소와 국립식물검역소를 농림수산부 소속으로 개편.
- 1994년 12월 23일: 가축위생연구소를 수의과학연구소로 개편.
- 1996년 8월 8일: 수의과학연구소와 국립식물검역소를 농림부 소속으로 개편. 국립수산물검사소를 해양수산부 소속으로 개편.
- 1998년 2월 28일: 수의과학연구소를 수의과학연구소로 개편.
- 1998년 8월 1일: 국립동물검역소와 수의과학연구소를 국립수의과학검역원으로 통합.
- 2001년 3월 29일: 국립수산물검사소를 국립수산물품질검사원으로 개편.
- 2007년 11월 30일: 국립식물검역소를 국립식물검역원으로 개편.
- 2008년 2월 29일: 국립수의과학검역원, 국립식물검역원, 국립수산물품질검사원을 농림수산식품부 소속으로 개편.
- 2011년 6월 15일: 국립수의과학검역원, 국립식물검역원, 국립수산물품질검사원을 농림수산검역검사본부로 통합.
- 2013년 3월 23일: 농림축산식품부 소속 농림축산검역본부로 개편. 수산물 검역에 관한 사무는 해양수산부 소속 국립수산물품질관리원으로 이관.

## 조직

### 본부장
| - 운영지원과 - 기획조정과 동물질병관리부 - 방역감시과 - 동물검역과 - 역학조사과 - 질병진단과 - 위험평가과 - 동물보호과 - 동물약품관리과 - 동물약품평가과 - 청주가축질병방역센터 - 광주가축질병방역센터 - 김해가축질병방역센터 - 춘천가축질병방역센터 - 제주가축질병방역센터 식물검역부 - 식물검역과 - 수출지원과 - 위험관리과 - 식물방제과 - 식물검역기술개발센터 동식물위생연구부 - 연구기획과 - 세균질병과 - 구제역진단과 - 바이러스질병과 - 조류질병과 - 조류인플루엔자연구진단과 - 해외전염병과 - 구제역백신연구센터 | - 지역본부 - 인천공항지역본부 - 영남지역본부 - 중부지역본부 - 서울지역본부 - 호남지역본부 - 제주지역본부 |